# Violent is Savanna
Violent is Savanna（バイオレント イズ サバンナ）は、日本の4人組ロックバンド。2004年結成、2010年にcutting edgeよりシングル「OH LOVE YOU」でメジャーデビュー。2015年活動休止。

## 来歴
- 2004年に中学の同級生だった星花と川合栄次を中心にViolent is Savannaを結成。同年、TEENS' MUSIC FESTIVAL 2004北海道大会にて優勝し、渋谷公会堂で開催された全国大会に出場（演奏曲目は『アンダースタンド』）。2005年に工藤竜之介をドラマーとして迎える。以後、地元札幌を中心に精力的にライブ活動を行う。
- 2010年、地元北海道のFM局AIR-G'が“北海道出身の実力派ミュージシャンを盛り上げる”をスローガンとして掲げるなか、インディーズでありながらメジャーアーティストとともにボーカルの星花がレギュラー・パーソナリティーに抜擢され、4月より「Violent is SavannaのOH LOVE YOU」がスタート。
- 2010年5月25日には北海道TSUTAYA限定シングルCD『OH LOVE YOU』（1曲入り）を発売。同曲制作にあたってプロデューサーにGreat3の片寄明人、エンジニアには南石聡巳を迎えた。1週間で約2,000枚を売上げ、限定シングルでありながらオリコン全国インディーズランキングでは初登場2位を、オリコン北海道地区別ランキングでは初登場4位を記録。
- 2010年10月20日、『OH LOVE YOU』（カップリング『ベル鳴る方へ』）でメジャーデビュー。発売直後に、北海道文化放送「UHBスーパーニュース」にて新人バンドとしては異例の特集が組まれ反響を得る。iTunesが2011年最も活躍が期待出来る新人アーティスト10組を選出する“Japan Sound of 2011”と、音楽専門誌「MUSICA」が選ぶ2011年ブレイク必至のニューカマー特集に選出される。
- 2011年2月9日、2ndシングル『アワイロサクラチル』（プロデューサー・島田昌典、エンジニア・牧野"Q"英司）、『リフレインチューマー』（プロデューサー・片寄明人、エンジニア・南石聡巳）の2曲を収録したDouble A-Side Singleをリリース。同年4月6日、1stアルバム『SWING』をリリース（プロデューサー・片寄明人、島田昌典、石田ショーキチ）。
- 2015年1月26日をもって活動休止[1][2]。

## メンバー
SEIKA：星花（せいか） - ボーカル
- 1986年1月17日、兵庫県生まれ。血液型：A型。

RYUKU：工藤竜之介（くどう りゅうのすけ） - ドラム
- 血液型：A型。

### 元メンバー
川合栄次（現：かわいえいじ） - ベース
- 1985年11月26日生まれ。血液型：AB型。2013年11月脱退。

小野貴博（おの たかひろ） - ギター
- 1985年2月2日生まれ。血液型：O型。2013年11月脱退。

## 作品

### シングル
- アワイロサクラチル/リフレインチューマー（2011年2月9日）
  1. アワイロサクラチル
  2. リフレインチューマー
  3. アワイロサクラチル -instrumental-
  4. リフレインチューマー -instrumental-

- OH LOVE YOU（2010年10月20日）
  1. OH LOVE YOU
  2. you and me
  3. ベル鳴る方へ
  4. OH LOVE YOU -instrumental-

### アルバム
- SWING（2011年4月6日）
  1. OH LOVE YOU
  2. Like me.
  3. アワイロサクラチル
  4. 1408
  5. Showtime
  6. PARALLEL
  7. ランデヴー
  8. A.D.G.
  9. リフレインチューマー
  10. TOKYO
  11. とんだLove Song

### ミニアルバム
- LOVE CATCHER （2011年11月2日）
  1. It's Power of LOVE
  2. それなり
  3. I LOVE YOU
  4. 好きな人の好きな人
  5. LOVER SOUL

- BARE BLUE （2012年7月11日）
  1. Kiss me, Kiss you
  2. くだらない日々にさようなら
  3. あの頃の僕ら
  4. ヒネクレJumper 2012
  5. つなぐ

### シングル（インディーズ）
- natural flat（2005年8月2日）
  1. ナチュラル　フラット
  2. 桜色
  3. 新雪ランデブー
- ヒネクレJumper（2007年8月15日）
  1. ヒネクレJumper
    - STVテレビ『どさんこワイド180』エンディングテーマ
    - STVテレビ『What's New?+Cute』オープニングテーマ
    - STVテレビ『2007年24時間テレビ 「愛は地球を救う」』チャリティソング
    - STVテレビ『ぞっこん!ファイターズ!Go!Go!ドーム』キャンペーンソング

### アルバム（インディーズ）
- 虹色ガール（2006年2月15日）
  1. 迷いの森で躓いて
  2. ラッタッタ
  3. 続けられない夢話
  4. 緑色のシーソー
  5. 優しい　いじわる
  6. ナチュラルフラット（SPC FINEST REMIX）

- SWEEEET（2007年10月10日）
  1. ヒネクレjumper
  2. Rainbow
  3. ミッチェル
  4. LOL.
  5. ウラハラららら

## 出演

### TV
- What's New?+Cute（STVテレビ、毎週木曜日） - レギュラー（星花のみ）
- なまおん（STVテレビ、毎週土曜日）2007年9月1日 - ゲスト
- どさんこワイド180（STVテレビ、毎週月曜日 - 金曜日）

### ラジオ
- Violent is SavannaのOH LOVE YOU（AIR-G'（FM北海道）、2010年4月 - 2011年9月（毎週木曜日）） - レギュラー（星花のみ）
- Beアンビシャス（STVラジオ、毎週日曜日） - 2007年9月度月間パーソナリティー
- スーパーヒットチャートなまらん （STVラジオ、毎週月曜日 - 金曜日） - ゲスト